# Irina Uslugina
Irina Andreïevna Uslugina (en russe : Ирина Андреевна Услугина), née Trussova le 10 juin 1988 à Solikamsk, est une biathlète russe.

## Carrière
Elle effectue sa première saison en Coupe du monde en 2014/2015 où elle marque des points à plusieurs occasions. Elle est sélectionnée pour ses premiers championnats du monde en 2017, où elle signe une bonne 15e place au sprint.
Elle améliore ce résultat un an plus tard à la poursuite de Tioumen, qu'elle achève à la neuvième position.

## Palmarès

### Championnats du monde
| Épreuve / Édition | Individuelle | Sprint | Poursuite | Départ en masse | Relais | Relais mixte |
| 2017 Hochfilzen   | —            | 15e    | 39e       | —               | —      | —            |

Légende :
- — : non disputée par Irina Uslugina

### Coupe du monde
- Meilleur classement général : 57e en 2017 et 2018.
- Meilleur résultat individuel : 9e.

#### Différents classements en Coupe du monde
| Année     | Classement général final | Sprint | Poursuite | Individuelle | Mass start |
| 2014-2015 | 70e                      | 69e    | 67e       | 65e          | -          |
| 2016-2017 | 57e                      | 53e    | 50e       | -            | -          |
| 2017-2018 | 57e                      | 65e    | 52e       | 53e          | 42e        |

### IBU Cup
- 5 podiums individuels, dont 3 victoires.

### Championnats de Russie
- Championne du supersprint en 2015 et de l'individuelle en 2017[1].